# Amstetten (Württemberg) (stacja kolejowa)
Amstetten (Württemberg) (niem: Bahnhof Amstetten (Württemberg)) – stacja kolejowa w Amstetten, w regionie Badenia-Wirtembergia, w Niemczech. Znajduje się w km 67 linii Filstalbahn. Jest również punktem wyjścia dla linii Amstetten – Gerstetten i Amstetten – Laichingen.
Według klasyfikacji Deutsche Bahn posiada kategorię 6.

## Opis
Przystanek jest obsługiwana przez pociągi regionalne. Na torze nr 1 zatrzymują się pociągi w kierunku Heilbronn, na torze nr 2 w kierunku Stuttgartu.
| Linie | Trasa                                                                                                   | Takt        |
| ----- | --- | ----------- |
| RE    | Stuttgart – S-Bad Cannstatt – Esslingen (Neckar) – Plochingen – Göppingen – Geislingen (Steige) – Ulm   | godzinny    |
| RB    | (Stuttgart – S-Bad Cannstatt – Esslingen (Neckar) – Plochingen – Göppingen –) Geislingen (Steige) – Ulm | dwugodzinny |

## Linie kolejowe
- Filstalbahn
- Amstetten – Gerstetten (linia muzealna)
- Amstetten – Laichingen (linia muzealna)